# 도요야마정
도요야마정(일본어: 豊山町)은 일본 아이치현 나고야시 북서부 니시카스가이군의 정이다.
정 면적의 약 1/3을 나고야 비행장 부지가 차지하고 있고 면적은 작으며 인구밀도는 높다. 메이저 리그 야구 선수인 스즈키 이치로의 출신지로 자주 소개된다.

## 지리
- 나고야시(기타구)
- 가스가이시
- 고마키시
- 기타나고야시

## 역사
- 1906년 - 도요바촌·아오야마촌이 합병해 도요야마촌이 되었다.
- 1972년 - 정으로 승격하였다.

## 인구
| 연도 | 인구   | ±%      |
| ---- | ------ | ------- |
| 1940 | 3,713  | —       |
| 1950 | 4,265  | +14.9%  |
| 1960 | 4,612  | +8.1%   |
| 1970 | 11,005 | +138.6% |
| 1980 | 13,693 | +24.4%  |
| 1990 | 13,213 | −3.5%   |
| 2000 | 13,001 | −1.6%   |
| 2010 | 14,404 | +10.8%  |

## 교통

### 도로
- 나고야 고속도로
- 국도 41호선

### 공항
- 나고야 비행장